# Farrokhroo Parsa
Farrokhroo Parsa (in persiano فرخ‌رو پارساي‎; Qom, 24 marzo 1922 – Teheran, 8 maggio 1980) è stata una politica, attivista e medico iraniana.
È stata ministro dell'educazione dell'Iran nell'ultimo governo pre-rivoluzione iraniana e la prima donna ministro di un governo iraniano. Parsa è stata una convinta sostenitrice dei diritti delle donne in Iran. Farrokhroo Parsa fu giustiziata da un plotone di esecuzione l'8 maggio 1980 a Teheran, agli inizi della Rivoluzione culturale islamica.

## Biografia

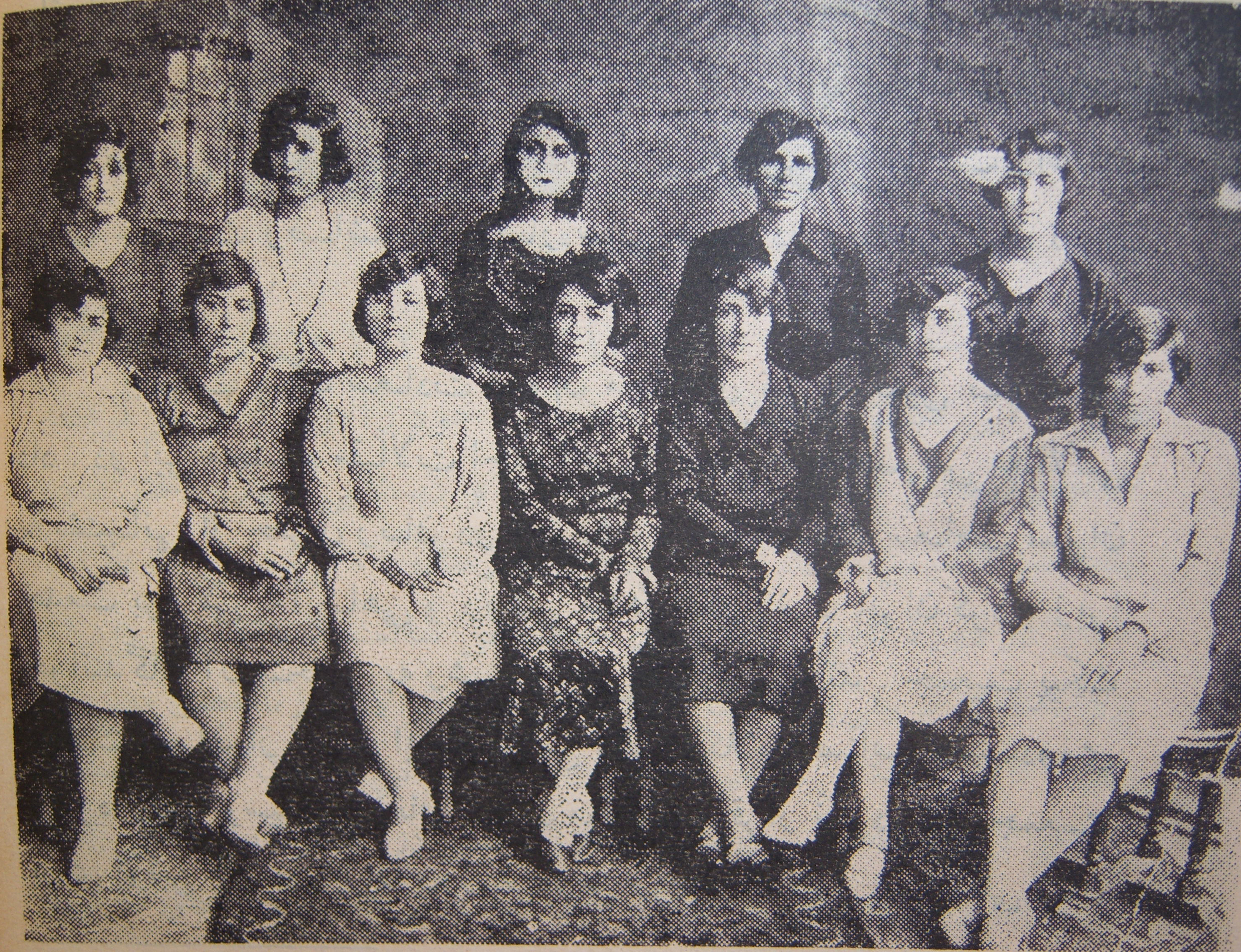
Consiglio di amministrazione dell'Association of Patriotic Women (Jam'iyat-e Nesvan-e Vatankhah), Teheran, 1922-1932. La donna all'estrema sinistra è FakhrAfagh Parsa, madre di Farrokhroo Parsa.

Farrokhroo Parsa nacque il 24 marzo 1922 a Qom in Iran da Farrokh-Din e Fakhr-e Āfāgh Pārsāy. Sua madre fu direttrice della rivista femminile Jahān-e Zan (Il mondo della donna) e promotrice dell'uguaglianza di genere e delle opportunità educative per le donne. Il suo punto di vista su questo argomento vide l'opposizione dei settori conservatori della società del suo tempo e questo portò all'espulsione della famiglia da parte del governo di Ahmad Qavām, da Teheran a Qom, dove Fakhr-e Āfāgh fu posta agli arresti domiciliari. Fu qui che nacque Farrokhroo, qualche minuto dopo la mezzanotte del capodanno iraniano del 1922 (Nawrūz, 1301 AH). Successivamente, con l'intervento del primo ministro Hasan Mostowfi ol-Mamalek, la sua famiglia fu autorizzata a tornare a Teheran.
Una volta conseguita la laurea in medicina Parsa divenne insegnante di biologia alla scuola francese Ecole Jeanne d'Arc di Teheran. Qui conobbe Farah Diba, una delle allieve di questa scuola, che sarebbe poi diventata moglie dello Scià di Persia Mohammad Reza Pahlavi.
Nel 1963 Parsa fu eletta in parlamento (il Majles) e cominciò a chiedere a Mohammad Reza Pahlavi il suffragio per le donne iraniane. È stata anche una delle principali promotrici di una legislazione che modificò le leggi esistenti in materia di donne e famiglia. Nel 1965 Pārsā è stata nominata vice ministro dell'istruzione e il 27 agosto 1968 è diventata ministro dell'istruzione nel gabinetto del governo Amir-Abbas Hoveyda. È stata la prima volta nella storia dell'Iran che una donna ha occupato un posto di governo.

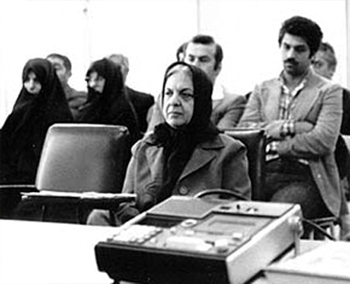
Farrokhroo Parsa in un tribunale rivoluzionario nel 1979

Farrokhroo Parsa venne giustiziata da un plotone di esecuzione l'8 maggio 1980 a Teheran, all'inizio della Rivoluzione culturale islamica.
Nella sua ultima lettera dalla prigione Farrokhroo Parsa scrisse ai suoi figli: "Sono un medico, quindi non ho paura della morte. La morte è solo un momento e non di più. Sono pronta a ricevere la morte a braccia aperte piuttosto che vivere nella vergogna di essere costretta a essere velata. Non mi inchinerò a coloro che si aspettano che io esprima rammarico per i miei cinquant'anni di sforzi per la parità tra uomini e donne. Non sono disposta ad indossare il chador e a retrocedere nella storia".
Il suo successore come ministro dell'istruzione dell'Iran, Manouchehr Ganji, un altro ministro prima della rivoluzione islamica, ha espresso sorpresa per la sua esecuzione: era "una signora, [....] dottoressa, un medico competente che intratteneva buoni rapporti al ministero con rivoluzionari come Beheshti, Bahonar e Rejaii".
In effetti, durante il suo mandato di ministro dell'istruzione, Beheshti, Bahonar e Mohammed Mofatteh erano sul libro paga del ministero. Questi tre saranno protagonisti della rivoluzione iraniana alcuni anni dopo. Con il finanziamento del suo ministero Beheshti fondò il Centro islamico di Amburgo e Bahonar riuscì a creare alcune scuole pubbliche islamiche intorno Tehran.